# C. E. Bechhofer Roberts
Pour les articles homonymes, voir Roberts.
Carl Eric Bechhofer Roberts, né le 21 novembre 1894 à Londres, et mort le 14 décembre 1949 à Dorking, dans le comté du Surrey, est un écrivain, dramaturge, traducteur et journaliste britannique, auteur de roman policier.

## Biographie
Après ses études faites en grande partie en Allemagne, il devient journaliste. Correspondant de presse en Russie pendant la Première Guerre mondiale, il se spécialise dans les affaires russes et rédige de nombreux ouvrages et articles sur ce pays. En marge de son activité journalistique, il traduit également des œuvres russe en anglais.
En 1919, il fait la rencontre de Georges Gurdjieff à Tbilissi qui l'initie au paranormal. Intéressé par la question, il finit pourtant par rejeter en bloc les thèses du spiritisme dans son ouvrage The Truth about Spiritualism en 1932.
Dans son roman The Side Idolatry (1928), paru d'abord sous le pseudonyme de Ephesian, il est le premier auteur à évoquer publiquement la liaison entre l'écrivain Charles Dickens et la comédienne Ellen Ternan.
Dans les années 1930, il publie surtout des romans et des nouvelles qui touchent et mêlent souvent intrigues policières, récits de science-fiction et d'aventures, notamment dans la série des nouvelles ayant pour héros le scientifique britannique A. B. C. Hawkins. Pendant cette décennie, il écrit cinq romans policiers en collaboration avec George Goodchild. Seul, il écrit également plusieurs biographies et quelques pièces de théâtre.
Actif dans le milieu de l'édition dans les années 1940, il dirige chez l'éditeur Jarrolds une série d'ouvrages consacrés à de véritables procès criminels et signe lui-même quelques titres de cette collection.
Il meurt au volant de sa voiture dans la fleur de l'âge le 14 décembre 1949 sur une route près de Dorking, dans le comté du Surrey.

## Œuvre

### Romans
- The Brahmin's Treasure (1923)
- The Side Idolatry: a novel based on the life of Charles Dickens (1928), signé Ephesian, puis réédité sous le nom C. E. Bechhofer Roberts en 1945
- The Coat of Many Colours (1939)
- The Birdseed Pool (1941)
- Sunrise in the West: An Absurdity (1945) Publié en français sous le titre M.I.R.A.G.E., Paris, P. Dupont, 1946
- Let's Begin Again (1946)

#### Romans policiers écrits en collaboration avecGeorge Goodchild
- The Jury Disagree (1934) Publié en français sous le titre Le jury n’est pas d’accord, traduction de Maurice-Bernard Endrèbe, Monaco, Internationales d’éditions, coll. « Le Roman de Minuit », 1946 ; réédition, Paris, Opta, coll. « Littérature policière », 1977
- Dear Old Gentleman (1935)
- Tidings of Joy (1936)
- The Prisoner’s Friend (1938) Publié en français sous le titre L’Accident de Patrick Manson, Paris, Librairie des Champs-Élysées, coll. « Le Masque » no 369, 1949
- We Shot an Arrow (1939)

### Recueil de nouvelles
- A. B. C. Investigates (1937)
- A. B. C. Solves Five (1937)

### Nouvelles

#### SérieA. B. C. Hawkes
- Money on the Floor (1934)
- Virgin Snow (1934)
- Penalty for a Revoke (1934)
- A Double Exposure (1934)
- The Radium Robbery (1934)
- A Broadcast From Beyond (1934)
- What the Stars Forgot (1934)
- Number Ninety-Three (1934)
- The Secretary's Letters (1934)
- The Parrot, the Bull and the Lady (1934)
- In Cold Blood (1934)
- Murder Foreseen (1934)
- The Council of Ghosts (1934)
- The Persistent House-Hunters (1934)
- The Lakdoo Dinner (1938), réédité en 1941 Publié en français sous le titre Le Dîner de Lakdoo, Paris, Opta, Mystère magazine no 50, mars 1952

#### Autre nouvelle
- The Snyder-Gray Murder Case (1958)

### Théâtre
- Nurse Carvell (1933)
- They All Do It!, and two Other Plays (1935)

### Autres publications
- Five Russian Plays: with one from the Ukranian (1916)
- Russia at the Cross-Roads (1916)
- A Russian Anthlogy in English (1917)
- he Meaning of National Guilds (1918), en collaboration avec M. B. Reckitt
- Denikin's Russia and the Caucasus, 1919-1920 (1921)
- Through Starving Russia: Being a Record of a Journey to Moscow and the Volga Provinces in August and September 1921 (1921)
- A Wandere's Log: Being Some Memories of Travel in India, the Far East, Russia, the Mediterranean and Elsewhere (1922)
- The Literary Renaissance in America (1923)
- Winston Churchill: Being an  Account of the Life of Winston Leonard Spencer Churchill (1927), signé Ephesian, réédition revue et augmentée sous le nom de C. E. Bechhofer Roberts en 1940
- Philipp Snowden, a imparfait portrait (1929)
- The Mysterious Lady: a life of Madame Helena Petrovna Blavatsky (1931)
- The New World of Crime: Famous American Trials (1933), aussi titré Famous American Trials
- The Truth About Spiritualisme (1935)
- Sir Travers Humphreys, his career and cases (1936)
- Lord Birkenhead: Being an Acount of the life of F.E Smith, first Earl of Birkenhead (1936)
- Stanley Baldwin: man or miracle? (1937)
- Paul Verlaine (1937)
- Sir John Simon: Being an Account of the Life and Career of John Allsebrook Simon (1938)
- The Trial of Reginald Sidney Buckfield (1944)
- The Trial of Harry Dobkin (1944)
- The Trail of Jones and Hulten (1945)
- The Trial of William Joyce (1946)
- The Trial of Ley and Smith (1947)

## Adaptations

### Au cinéma
- 1945 : Don Chicago, film britannique réalisé par Maclean Rogers, d'après le roman éponyme, avec Jackie Hunter.

### À la télévision
- 1948 : Nurse Cavell, téléfilm britannique d'après la pièce éponyme, avec Nancy Price dans le rôle-titre.

## Source
- Jacques Baudou et Jean-Jacques Schleret, Le Vrai Visage du Masque, vol. 1, Paris, Futuropolis, 1984, 476 p. (OCLC 311506692), p. 222.